# Lygophis flavifrenatus
Lygophis flavifrenatus är en ormart som beskrevs av Cope 1862. Lygophis flavifrenatus ingår i släktet Lygophis och familjen snokar. Inga underarter finns listade i Catalogue of Life.
Denna orm förekommer i sydöstra Brasilien, östra Paraguay, nordöstra Argentina och norra Uruguay. Individerna vistas i savanner och i andra gräsmarker. Honor lägger ägg.
Delar av utbredningsområdet omvandlas till jordbruksmark vad som har viss negativ påverkan. Hela populationen anses vara stabil. IUCN listar arten som livskraftig (LC).